# Panobinostat
Panobinostat (LBH-589) é um fármaco em testes que poderá ser utilizado em casos de câncer. Trata-se de um inibidor potente de HDAC (histone deacetylase). É desenvolvido pela Novartis e desde 2008 está sendo testado em casos de linfoma cutâneo de células T, leucemia mieloide crônica, câncer de mama e próstata e outros tipos severos de câncer.